# Préneste

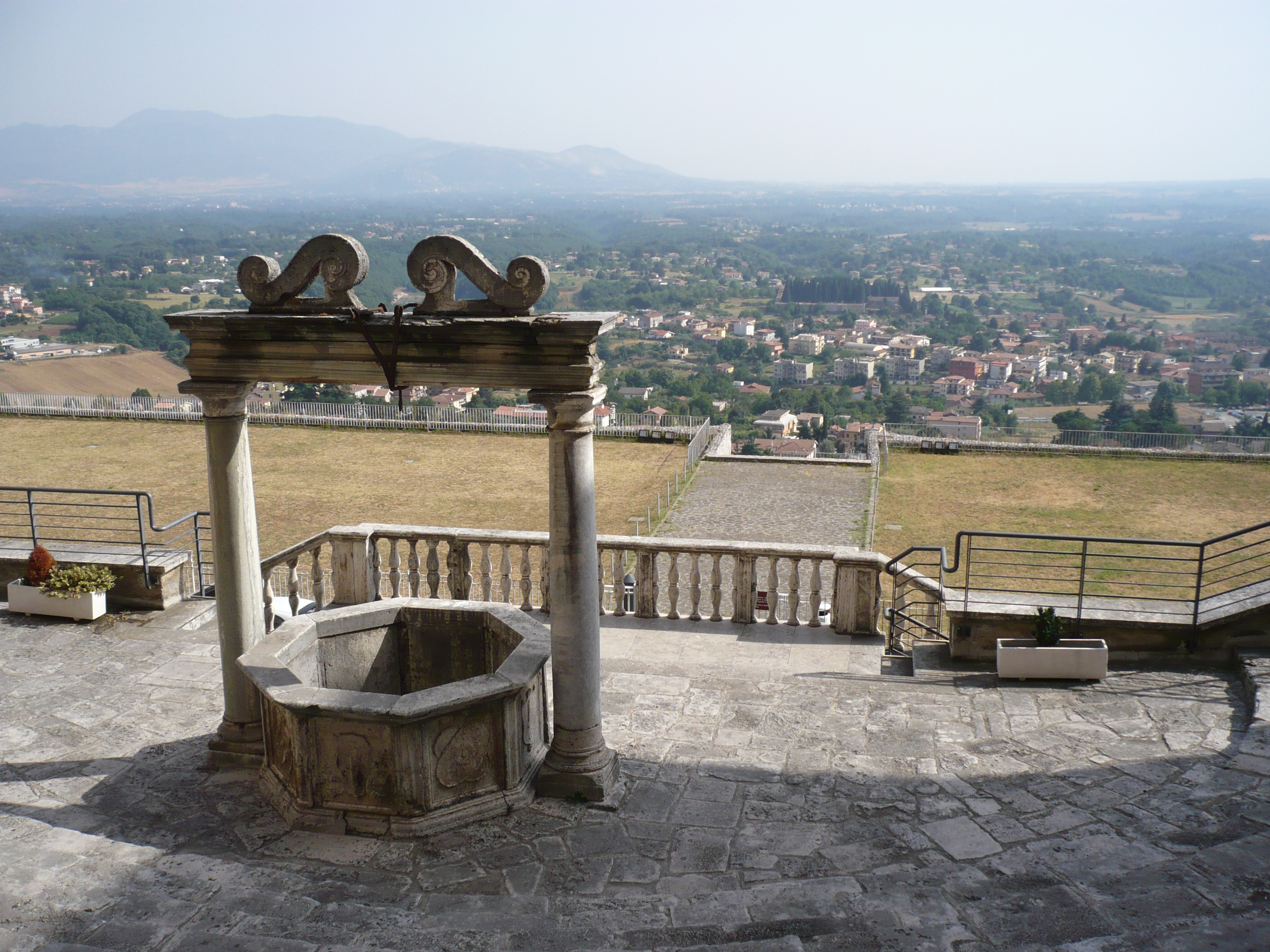
Site de Préneste, vu du palais Barberini

Préneste (Præneste en latin, Palestrina en italien) est une ancienne ville du Latium, à 37 km à l'est de Rome, située sur une hauteur stratégique des Apennins.

## Histoire

### Histoire légendaire
Selon la légende romaine, la ville de Préneste aurait été fondée par Caeculus, un fils du dieu romain Vulcain.

### Préneste primitive
Des tombes anciennes démontrent que la ville était déjà habitée au VIIIe ou au  VIIe siècle av. J.-C. Les tombes orientalisantes les plus célèbres sont la tombe Bernardini et la tombe Barberini. L'ancienne nécropole s'étend sur un plateau au pied de la colline qui supporte la vieille ville. Parmi les objets trouvés dans les tombes les plus anciennes (notamment la fibule de Préneste), et qu'on estime dater du VIIe siècle av. J.-C., les coupes d'argent ou plaqué argent, et la plupart des bijoux en or et en ambre sont phéniciens (ou carthaginois), mais les bronzes et une partie des articles en ivoire semblent appartenir à la civilisation étrusque.

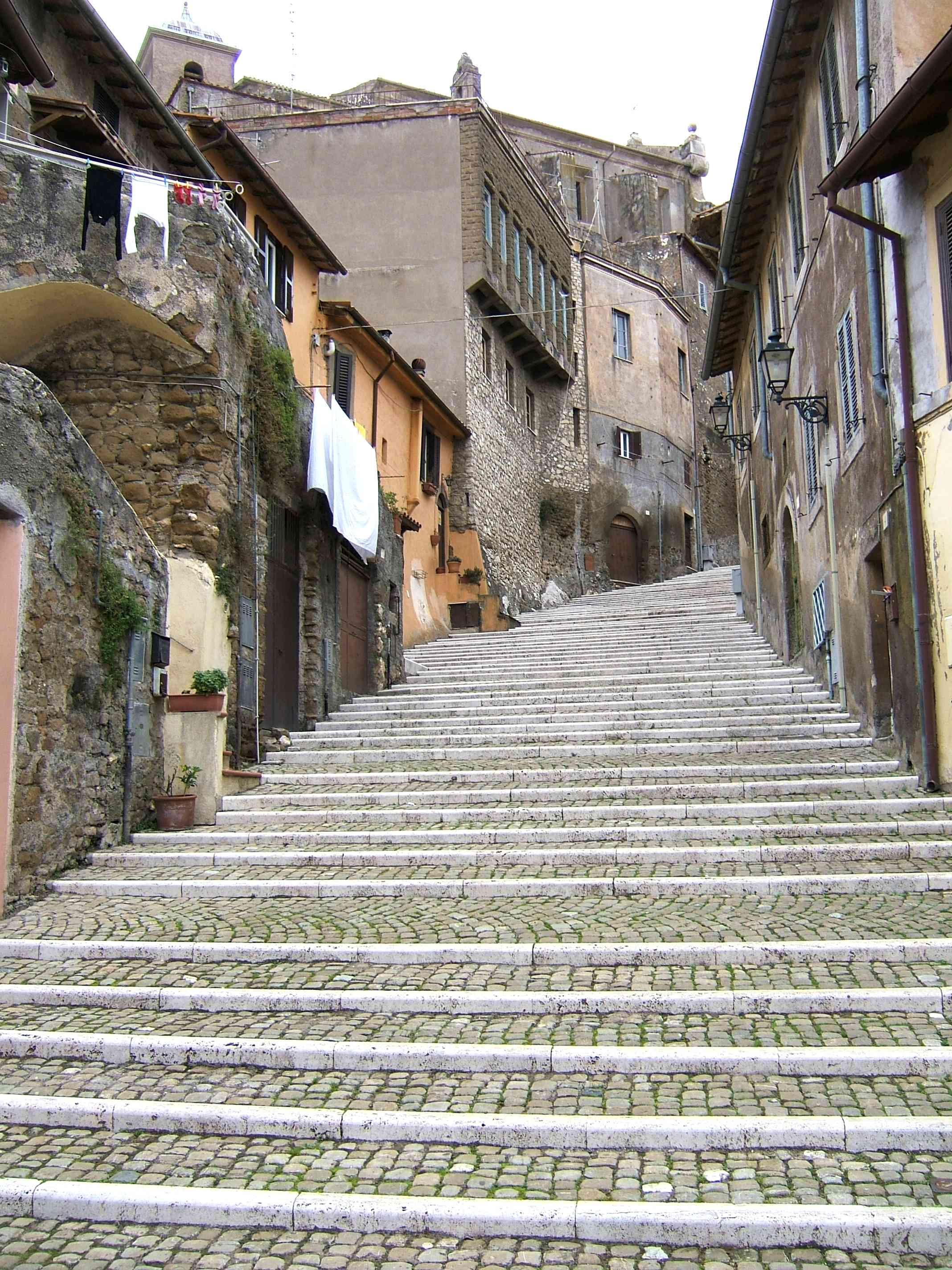
Une rue de la ville actuelle de Palestrina

Aucun objet appartenant à la période intermédiaire entre le VIIe  et le  IIIe siècle av. J.-C. n'a été découvert sur le site. Cependant, à partir d'environ 250 av. J.-C., on trouve une série de tombes surmontées des pierres caractéristiques du lieu, et qui contiennent des cercueils avec de riches ornements de bronze, ivoire et or sous le squelette. De ces tombes viennent les célèbres récipients en bronze (cistae) et des miroirs étrusques à main aux inscriptions partiellement étrusques. Le célèbre coffre en bronze de Francesco de Ficoroni, découvert en 1738 (musée national étrusque de la villa Giulia, Rome), et ses gravures de l'arrivée des Argonautes en Bithynie et de la victoire de Pollux sur Amycos, est une pièce unique en son genre. Une inscription sur la cista Ficoroni est un exemple rare de latin archaïque : « Novios Plautios Romai med fecid / Dindia Macolnia fileai dedit » (« Novius Plautius me fit à Rome, Dindia Macolnia me donna à sa fille » ; c'est la première mention du nom de Rome sur un objet d'art). Les coffres sont uniques en Italie, mais un grand nombre de miroirs d'un style très similaire ont été découverts en Étrurie. Dès lors, bien qu'il soit raisonnable de penser que ces objets de caractéristiques étrusques viennent d'Étrurie, les preuves indiquent plutôt l'existence d'un atelier étrusque dans ou près de Préneste.
D'autres objets d'importance dans la nécropole montrent que Préneste avait également des échanges avec les Grecs. L'origine de Préneste était attribuée par les anciens à Ulysse ou à d'autres personnages légendaires. La ville était probablement sous l'hégémonie d'Albe-la-Longue, lorsque cette cité était à la tête de la Ligue latine. Selon Tite-Live, Préneste se retira de la ligue en -499, et forma une alliance avec Rome. Lorsque Rome fut affaiblie par les Gaulois de Brennos (-390), Préneste changea d'allégeance et combattit contre Rome durant les longues luttes qui culminèrent durant les guerres latines. De -373 à -370, elle fut en guerre continuelle contre Rome et ses alliés, et finalement vaincue par Cincinnatus.

### Préneste romaine

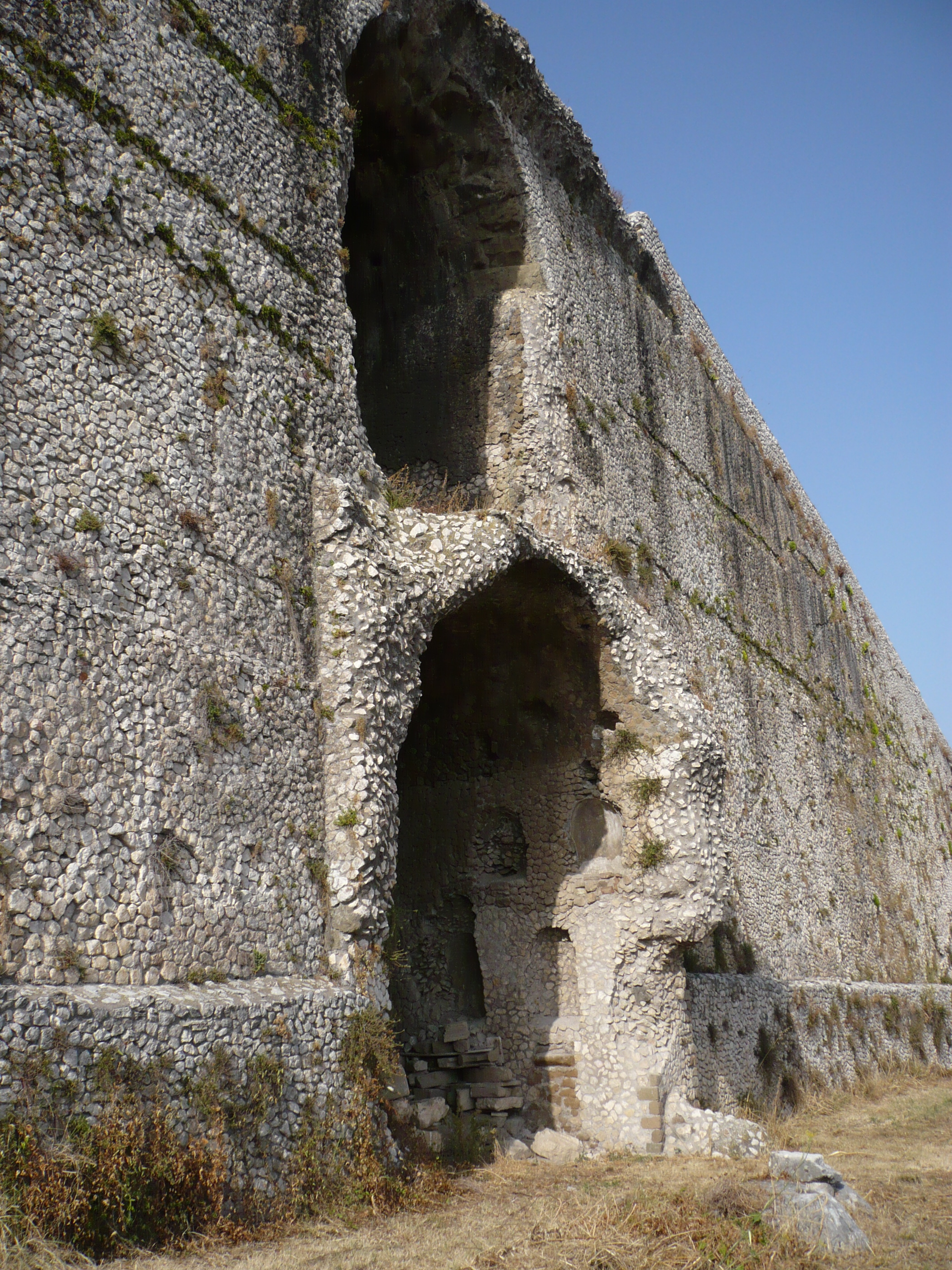
Entrée du sanctuaire de Fortuna Primigenia

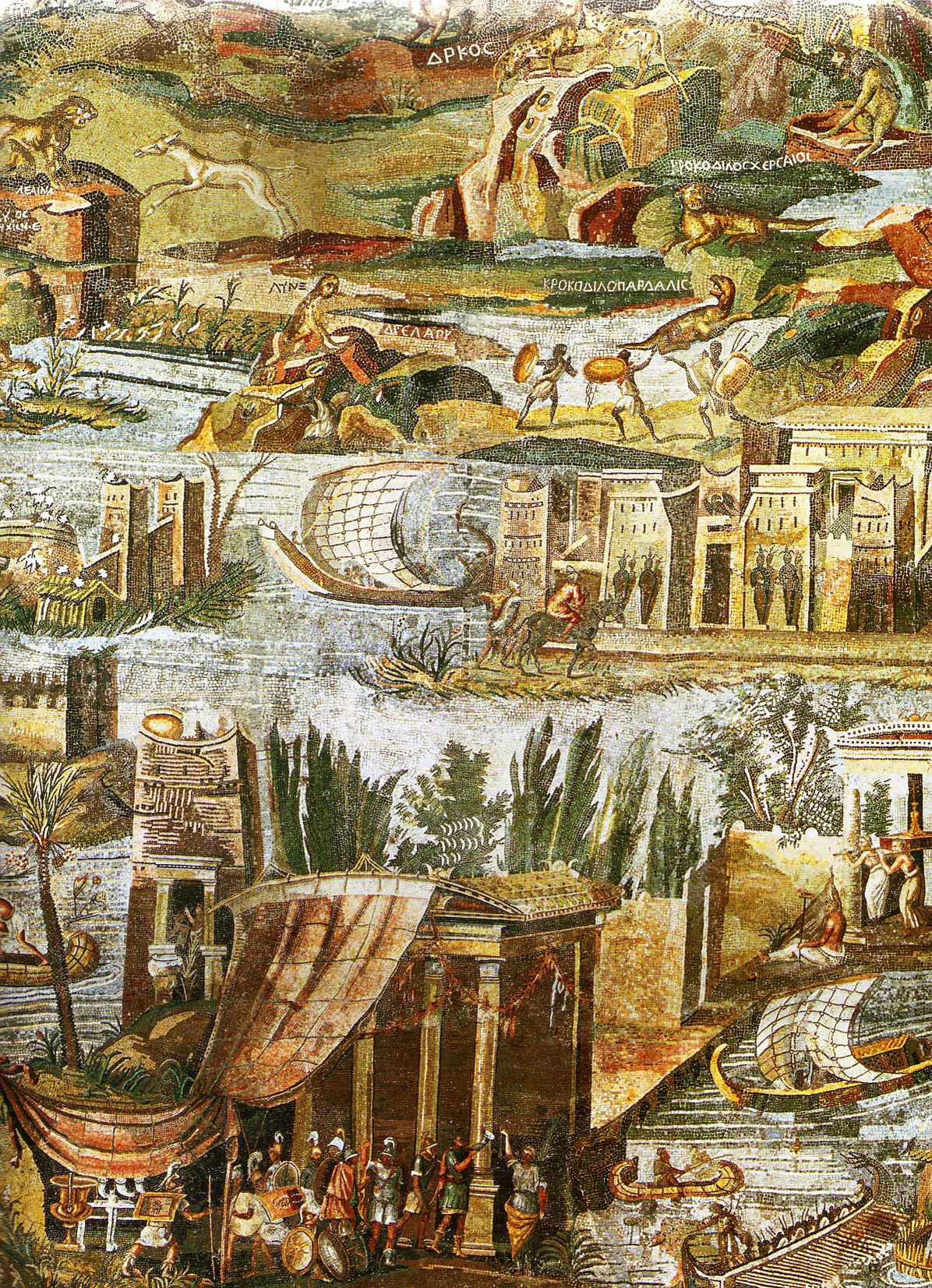
Mosaïque du Nil, Préneste

Après la victoire des Romains en -354 et en -338, Préneste fut punie par la perte de portions de son territoire, et devint une ville alliée de Rome. Comme telle, elle fournit des contingents à l'armée romaine, et les exilés romains avaient le droit de vivre à Préneste, qui prospéra. La croissance de Préneste se traduisit en profusion et en beauté. La ville était située sur la Via Labicana. Ses citoyens se virent offrir la citoyenneté romaine en -90 durant la guerre sociale, lorsque Rome dut faire des concessions pour renforcer les alliances nécessaires. Durant la deuxième guerre civile de Sylla, Marius le Jeune, fils de Marius, fut encerclé dans la ville par les forces de Sylla (-82). Lorsque la ville tomba, il se suicida, les habitants masculins furent massacrés, et une colonie militaire fut établie sur une partie des territoires de la ville.
Grâce à une inscription on sait que Sylla délégua la fondation de la nouvelle colonie à Marcus Terentius Varro Lucullus, consul en -73. Après une dizaine d'années les terres de la colonie se trouvèrent rassemblées entre les mains de quelques grands propriétaires terriens.
C'est probablement après le désastre de -82 que la ville fut déplacée de la colline à la plaine de Madonna dell'Aquila.

### Préneste sous l'Empire
Sous l'Empire, la fraîcheur du site de Préneste en fit un des lieux de villégiature estivale favoris des riches Romains, dont les villas s'étendirent aux alentours, bien qu'ils ridiculisassent le langage et les manières rudes des natifs de la ville. Le poète Horace classa la fraîche Préneste avec Tibur et Baïes comme les meilleures villégiatures. L'empereur Auguste y séjourna, Tibère s'y remit d'une grave maladie et fit de la ville un municipe. Les ruines de la villa attribuée à Hadrien s'étendent sur la plaine près de l'église de Santa Maria della Villa, à un kilomètre environ de la ville. Sur le site fut découvert le Braschi Antinoüs, visible au musée du Vatican. Marc Aurèle ou Pline le Jeune parmi d'autres personnages célèbres avaient également une villa à Préneste. Des inscriptions montrent que les habitants de la ville aimaient les combats de gladiateurs.

## Archéologie

### Sanctuaire de Fortuna Primigenia
La date d'érection du site cultuel de Fortuna Primigenia reste incertaine. Cependant on peut estimer que le temple a été construit aux environs de 120 avant notre ère,. A son propos, Cicéron relate : 
"Les chroniques de Préneste rapportent que Numérius Suffustius, personnage honorable et de noble famille, reçut dans des songes fréquents, et à la fin même menaçants, l'ordre d'entailler le rocher dans un lieu déterminé. Terrifié par ces visions, il se serait mis à l’œuvre malgré les risées de ses concitoyens : alors du rocher brisé seraient sortis des sorts de chêne gravés de caractères archaïques. Ce lieu est aujourd'hui un enclos consacré près de la chapelle de Jupiter enfant, qui est représenté assis avec Junon sur les genoux de Fortune, qui l'allaite et dont il cherche à saisir le sein, et reçoit des mères un culte particulièrement pieux. Les chroniques disent qu'au même moment, à l'endroit où se trouve le sanctuaire de fortune, du miel coula d'un olivier. Les haruspices déclarèrent que ces sorts jouiraient de la plus grande renommée, et sur leur ordre, on fabriqua de cet olivier un coffret où l'on déposa les sorts que l'on tire aujourd'hui sur l'inspiration de Fortune... L'opinion commune a rejeté aujourd'hui ce mode de divination; c'est grâce à la beauté et à l'antiquité du sanctuaire que les sorts de Préneste gardent leur réputation auprès du vulgaire."
Le temple de Fortuna s'inscrit dans la partie supérieure du sanctuaire. Il dominait un complexe architectural monumental et graduel, composé (de haut en bas) d'un théâtre ceinturé d'un portique à double nef, de la grande esplanade de la Cortina encadrée par un portique similaire, surplombant la terrasse des hémicycles, laquelle permettait un accès divergent à la Via del Borgo à l'aide de deux rampes.
Ce plan à terrasses a inspiré celui du château Neuf de Saint-Germain-en-Laye.

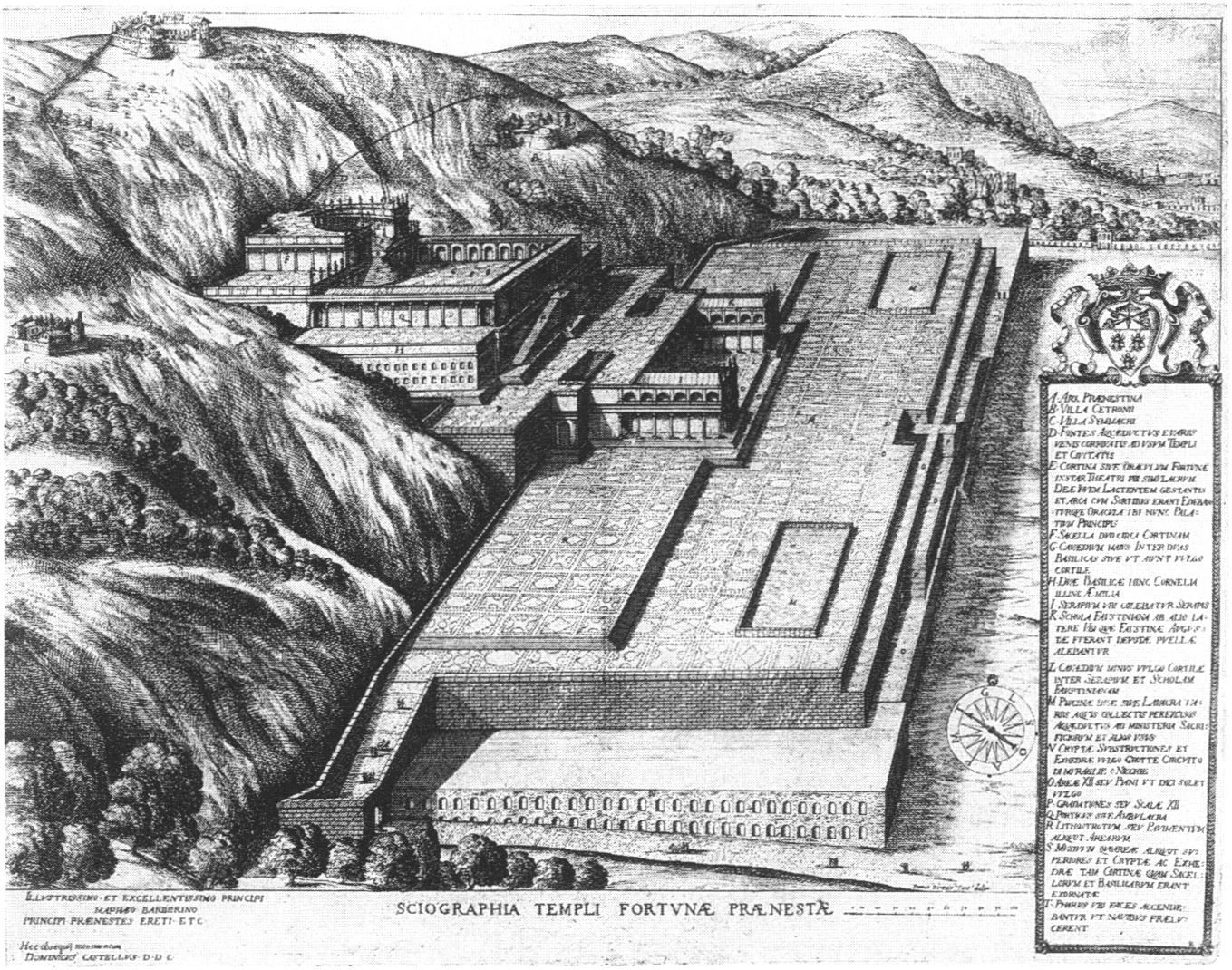
Reconstitution du sanctuaire de Fortuna Primigenia (Domenico Castelli, 1655).
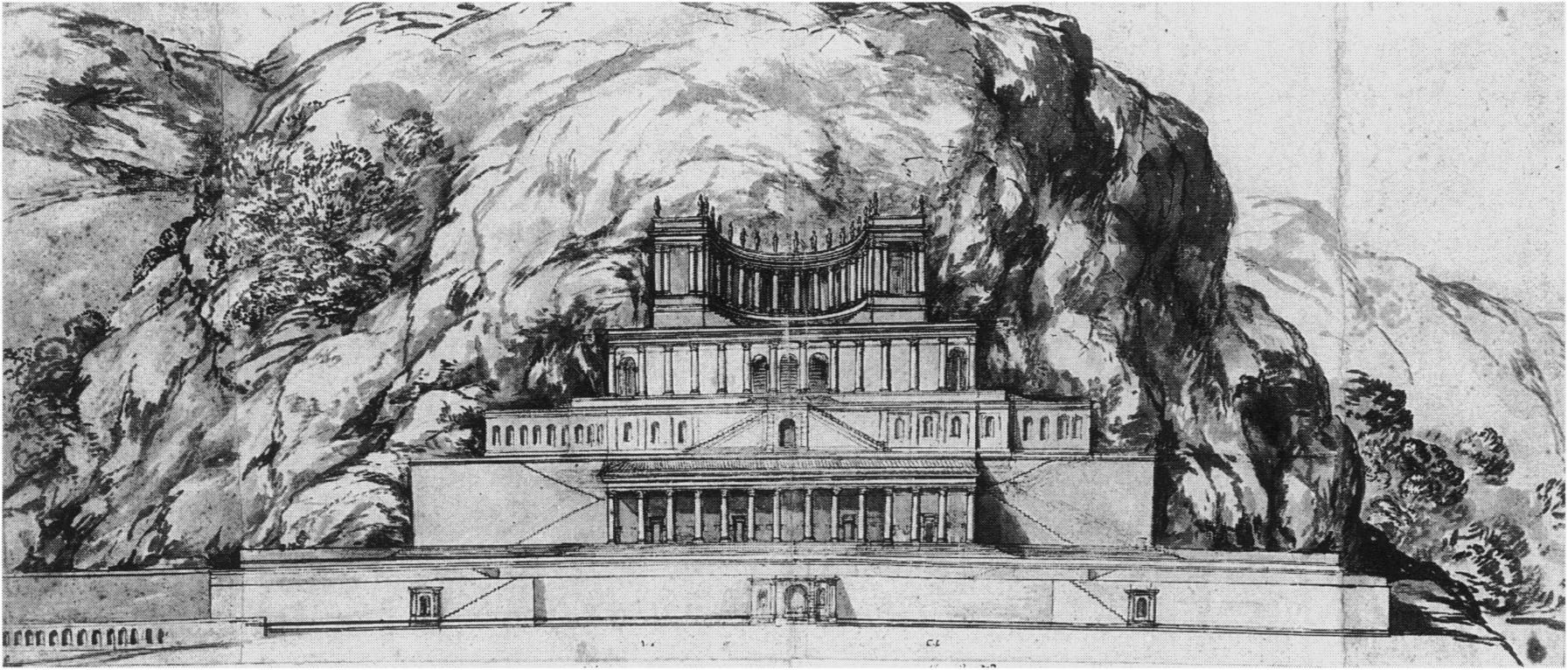
Vue de face (Pietro da Cortona, 1596-1669).
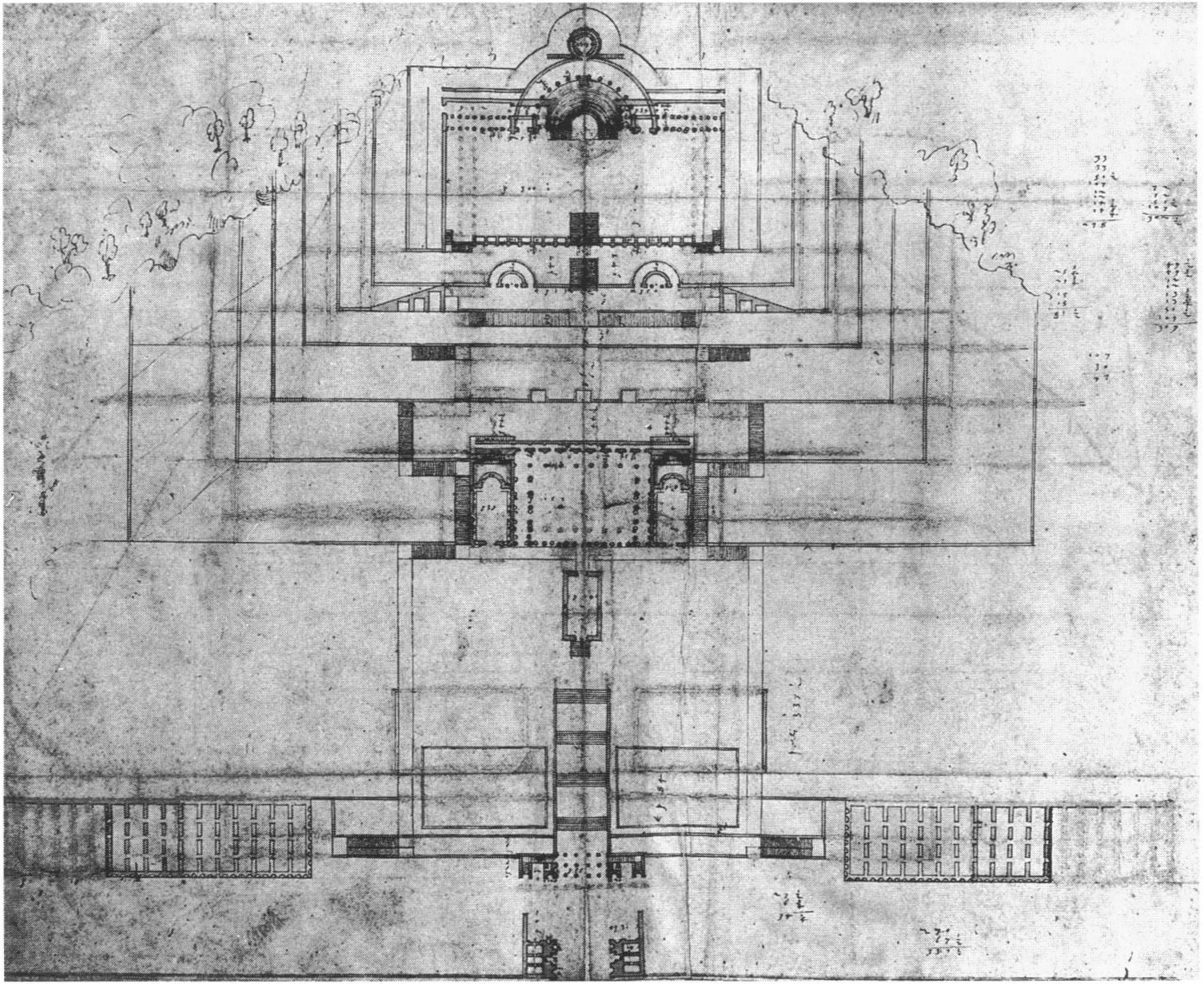
Plan du sanctuaire, par Andrea Palladio.
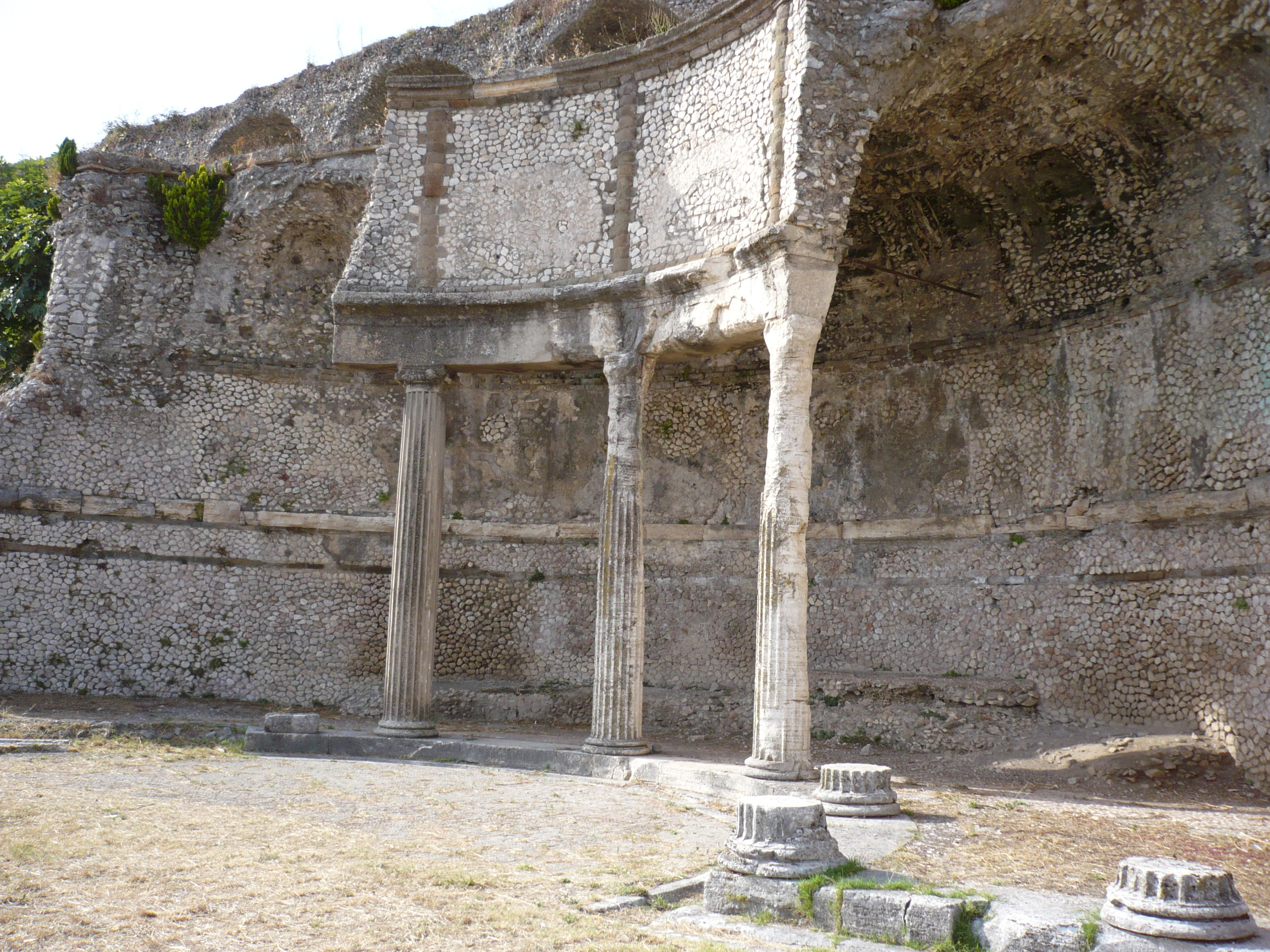
Exèdre du sanctuaire de Fortuna Primigenia.
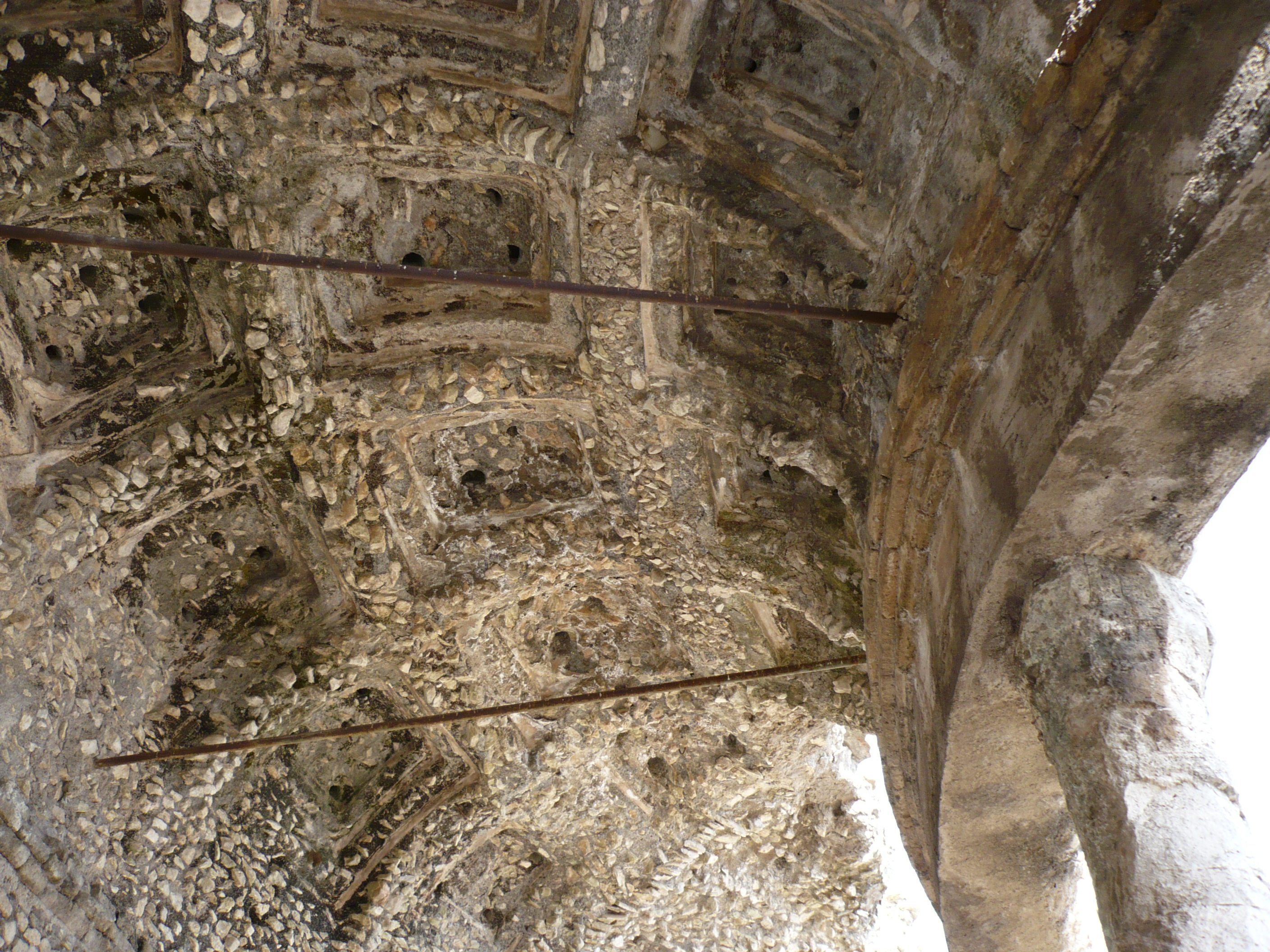
Voûte à caissons de l'exèdre du sanctuaire de Fortuna Primigenia.
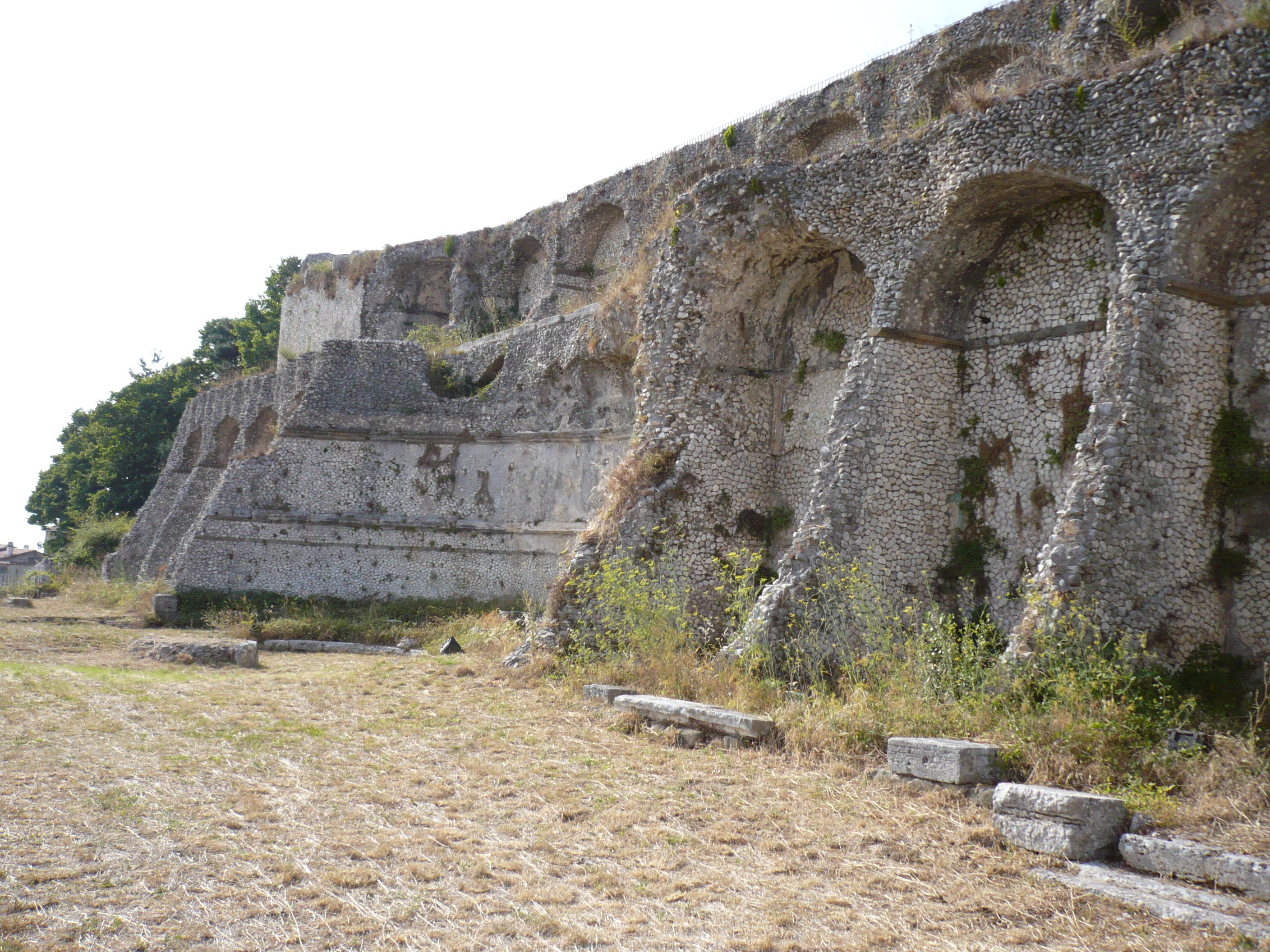
Ouvrage de soutènement du sanctuaire de Fortuna Primigenia.
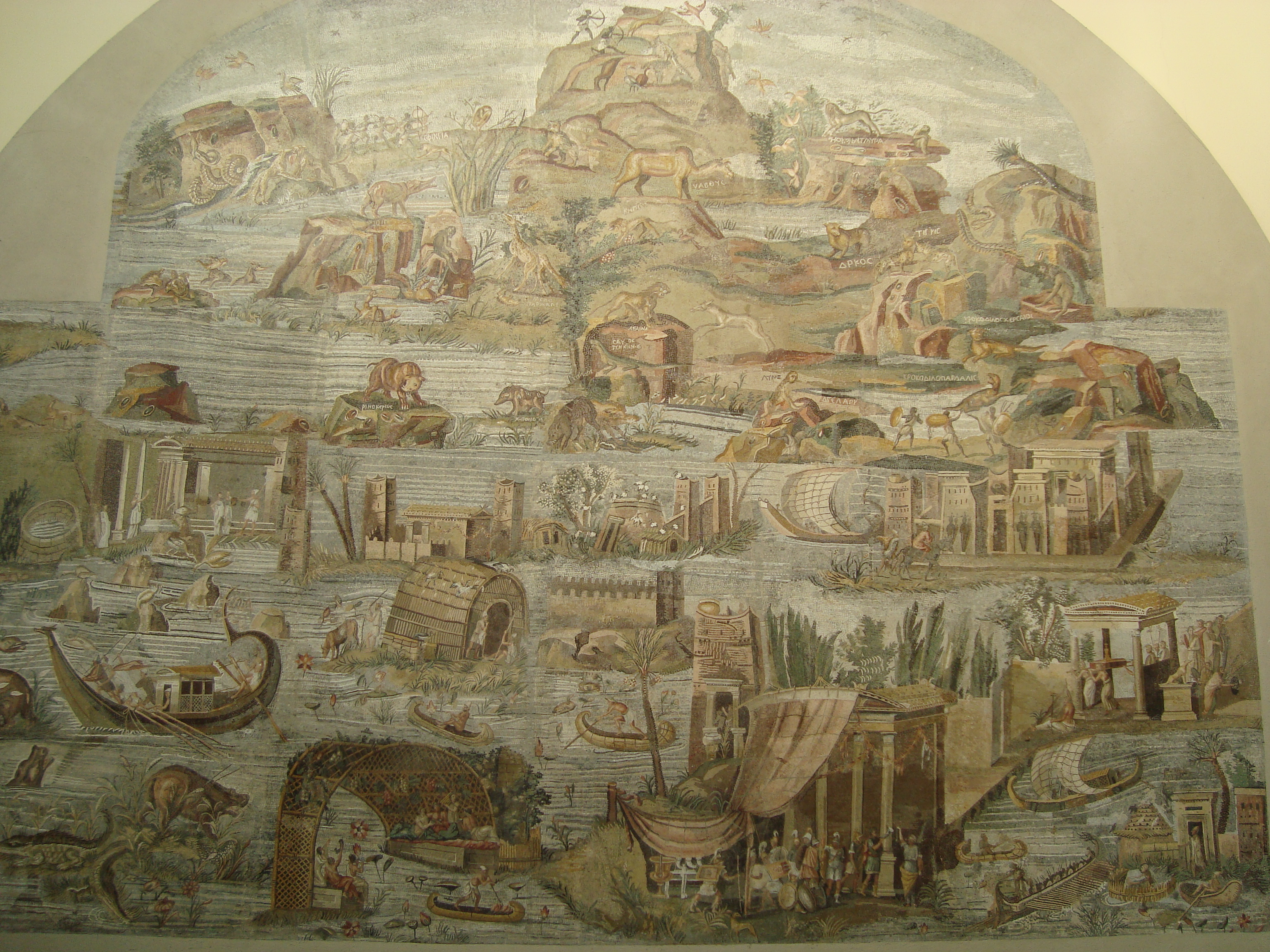
Mosaïque du Nil (IIe siècle av. J.-C.)